# Reguina Sych
Reguina Konstantínovna Sych –en ruso, Регина Константиновна Сыч– (Petropávlovsk-Kamchatski, URSS, 21 de julio de 1987) es una deportista rusa que compitió en natación. Ganó una medalla de bronce en el Campeonato Europeo de Natación en Piscina Corta de 2003, en la prueba de 400 m libre.

## Palmarés internacional
| Campeonato Mundial en Piscina Corta | Campeonato Mundial en Piscina Corta | Campeonato Mundial en Piscina Corta | Campeonato Mundial en Piscina Corta |
| Año                                 | Lugar                               | Medalla                             | Prueba                              |
| ----------------------------------- | ----------------------------------- | ----------------------------------- | ----------------------------------- |
| 2003                                | Dublín (Irlanda)                    | Medalla de bronce                   | 400 m libre                         |